# IC 3178
IC 3178 је појединачна звијезда у сазвјежђу Береникина коса која се налази на листи објеката дубоког неба у Индекс каталогу.
Деклинација објекта је + 26° 10' 12" а ректасцензија 12h 20m 35,0s.